# 中国人民解放军海军研究院
中国人民解放军海军研究院，总部位于北京市，机构分布在北京市、上海市，是中国人民解放军海军直属单位，是中国人民解放军海军最高科研机构。

## 沿革
1983年5月，经中国人民解放军总参谋部批准，中国人民解放军海军组建了中国人民解放军海军装备论证研究中心，承担海军新型武器装备战术技术和可行性研究任务。该中心是在刘华清倡议下组建。1984年，柳克俊调海军装备论证研究中心任第一任总工程师。该研究中心主要采用计算机等科技手段，通过系统论、控制论、信息论、运筹学等，对海军装备发展决策所涉重大课题开展研究。截至2000年，海军装备论证研究中心已经初步建成计算仿真中心、战役战术对抗模拟实验室、舰艇战术应用软件开发实验室等10个实验室，成立了“海军软件开发中心”、“海军可靠性研究中心”等机构。军事专家张召忠、尹卓都曾经在海军装备论证研究中心任职。
2003年中国人民解放军体制编制改革时，该中心更名为中国人民解放军海军装备研究院。研究院拥有10个解放军全军特有学科、13个全军优势学科、20多个全军及海军装备技术研究和咨询机构。海军装备研究院总部位于北京市，机构分布在北京市、上海市，是负责海军武器装备总体建设与发展及技术探索性研究的科研单位，是中国人民解放军海军直属单位。
该院在军内定期出版发行正式刊物《论证与研究》和《外国海军文集》。1986年起，开始招收硕士研究生。1995年与哈尔滨工程大学联合设立管理科学与工程博士点。1999年起，开展授予具研究生毕业同等学力人员硕士学位工作。2002年，设立博士后科研工作站。2008年9月至12月举办“海军装备发展前沿论坛”。2014年，该院与北京理工大学签署军民融合创新发展战略合作框架协议。
2017年7月19日，新调整组建的军事科学院、国防大学、国防科技大学成立大会暨军队院校、科研机构、训练机构主要领导座谈会在北京八一大楼举行，中共中央总书记、国家主席、中央军委主席习近平向军事科学院、国防大学、国防科技大学授军旗、致训词，出席座谈会并发表讲话。在此次改革中，海军装备研究院调整组建为中国人民解放军海军研究院。

## 历任领导
中国人民解放军海军装备研究院
| 院长 1. 余淼（1983年—1985年） 2. 王季县 海军少将（1985年6月—？） 3. 张宝印 海军少将（？—？） 4. 刘卓明 海军少将（1998年10月—2004年12月） 5. 黄勇 海军少将（2004年12月—？） 6. 姜志军 海军少将（？—？） 7. 赵永甫 海军少将（？—2010年） 8. 汪玉 海军少将（2010年—2014年12月） 9. 李鹏程 海军少将（2014年12月—2016年） | 政治委员 1. 俞侠（1983年—1985年） 2. 张鼎铭 海军少将（1985年6月—1990年7月） 3. 周瑞安 海军少将（1990年7月—1996年8月） 4. 徐甘泉 海军少将（1996年7月—2000年） 5. 岑旭 海军少将（2000年7月—2004年7月） 6. 马发祥 海军少将（2004年7月—2008年） 7. 刘明利 海军少将（2008年—2011年） 8. 李道明 海军少将（2011年—2015年） 9. 袁华智 海军少将（2015年—2017年） |

中国人民解放军海军研究院
| 院长 1. 杜建明 海军少将（2017年7月—） | 政治委员 1. [[]] 海军少将（2017年7月—） 2. 杨志亮 海军少将（2018年1月—2018年6月） 3. 赖如鑫 海军少将（2018年6月—） |